# Дороті Річардсон
Дороті Міллер Річардсон (17 травня 1873 — 17 червня 1957) — британська письменниця та журналістка. Авторка  Pilgrimage, серії з 13 напівавтобіографічних романів, опублікованих між 1915 і 1967 роками. Хоча Дороті Річардсон розглядала їх як розділи одного твору, його вважали однією з перших модерністських романістів, які використовували потік свідомості як техніку оповіді. Дороті Річардсон також наголошує в  Pilgrimage на важливості та особливому характері жіночого досвіду. Назва  Pilgrimage натякає не лише на «подорож митця… до самореалізації, але, більш практично, на відкриття унікальної творчої форми та вираження».

## Біографія
Дороті Річардсон народилася в Abingdon, Oxfordshire, у 1873 році. Третя з чотирьох дочок у родині. Після її народження батько Charles з почав називати Дороті своїм сином. Дороті Річардсон оправдовувала цю звичку батька своєю хлопчачею вдачею. Вона жила у «Whitefield» — великому будинку в Albert Park  (побудованому її батьком у 1871 році, що тепер належить  Abingdon School). Її сім'я переїхала до Worthing, West Sussex у 1880 році, а потім до  Putney, London у 1883 році. У Лондоні вона «відвідувала прогресивну школу під впливом ідей  John Ruskin», де «учнів заохочували думати самостійно». вона «вивчала французьку, німецьку, літературу, логіку та психологію». У сімнадцять років через фінансові труднощі свого батька вона пішла працювати гувернанткою та вчителькою, спочатку в 1891 році на шість місяців у вищій школі в  Hanover, Germany.. У 1895 році Дороті Річардсон покинула роботу гувернантки, щоб доглядати за своєю мамою, що страждала від депресії, але в тому ж році її мати покінчила життя самогубством. Батько Річардсон збанкрутував наприкінці 1893 року.
У 1896 році Дороті Річардсон переїхала в кімнату на горищі, 7 Endsleigh Street, Bloomsbury, London, де вона працювала портьє/секретаркою/асистенткою у стоматологічній клініці Harley Street. Перебуваючи в Bloomsbury  наприкінці 1890-х і на початку 1900-х років, Дороті Річардсон спілкувалася з письменниками та радикалами, зокрема з Bloomsbury Group. У 1904 році вона взяла відпустку в Bemese Oberland, яку фінансував один із дантистів. Ця поїздка стала основою для її роману Oberland. H. G. Wells (1866—1946) був другом Дороті, у них був короткий роман, який призвів до її вагітності, а потім викидня в 1907 році. H. G. Wells був одружений з колишньою однокласницею Дороті Річардсон. Щоб відпочити від роботи, вона залишилася в Pevensey, Sussex, а на зиму поїхала до Switzerland. Потім вона звільнилася з роботи на Harley Street  і покинула Лондон, «щоб провести наступні кілька років у Sussex… на фермі, якою керувала сім'я Quaker». Інтерес Дороті Річардсон до Quaker призвів до того, що вона написала The Quakers Past and Present і редагувала антологію Gleanings from the Works of George Fox, які були опубліковані в 1914 році. Більшу частину 1912 року вона провела в Cornwall, а потім у 1913 році орендувала кімнату в  St John's Wood в Лондоні, хоча також жила в Cornwall.
Хоча вона вперше опублікувала статтю в 1902 році, письменницька кар'єра Дороті Річардсон як вільної журналістки почалася приблизно в 1906 році з періодичних статей на різні теми, рецензій на книги, оповідань і віршів, а також вона переклала протягом свого життя вісім книг англійською мовою з французької та німецької. Теми рецензій на книги та ранніх есе Дороті Річардсон варіюються «від  Whitman and Nietzsche до французької філософії та британської політики», демонструючи як «діапазон її інтересів, так і гостроту її розуму». Починаючи з 1908 року Дороті Річардсон регулярно писала короткі прозові нариси, «замальовки» для Saturday Review, а приблизно в 1912 році «рецензент закликав її спробувати написати роман». Вона почала писати Pointed Roofs восени 1912 року, перебуваючи у J. D. Beresford та його дружини в Cornwall, і він був опублікований в 1915 році.
У 1917 році вона вийшла заміж за художника  Alan Odle (1888—1948) — виразну богемну фігуру, пов'язану з мистецьким колом, до якого входили Augustus John, Jacob Epstein, and Wyndham Lewis. Він був на п'ятнадцять років молодший за неї, хворий на туберкульоз і алкоголік, і було зрозуміло, що він довго не проживе. Однак він кинув пити і прожив до 1948 року. Odle був дуже худим і «зростом понад шість футів, з волоссям до пояса, обкрученим навколо голови», яке він ніколи не стриг. Він також рідко стриг нігті. З 1917 по 1939 роки пара проводила зиму в Cornwall, а літо в Лондоні; а потім назавжди залишилася в Cornwall до смерті Odle у 1948 році. Вона підтримувала себе та свого чоловіка, займаючись позаштатними роботами для періодичних видань протягом багатьох років, оскільки Alan мало заробляв на своїй творчості. Між 1927 і 1933 роками вона опублікувала 23 статті про кіно в маленькому авангардному журналі Close Up, до якого була залучена її близька подруга Bryher.
У 1954 році Дороті довелося переїхати в будинок для літніх людей у передмісті Лондона Beckenham, Kent, де вона померла в 1957 році. Останніми розділами (книгами) Pilgrimage, опублікованими за життя Дороті  Річардсон, були Clear Horizon у 1935 році та Dimple Hill із зібраним виданням 1938 року. Це зібране видання сприйняли погано, і Дороті Річардсон опублікувала лише три розділи іншого тому в 1946 році, як роботу в «Work in Progress», в Life and Letters.
Останній розділ (13-та книга) Pilgrimage, March Moonlight, не була опублікована до 1967 року, вона є висновком до IV тому Collected Edition; хоча перші три розділи з'явилися як "Work in Progress, " Life and Letters, 1946. Цей роман є незавершеним. Очевидно, через низькі продажі та невтішний прийом Collected Edition 1938 року. Вона впала духом у 1938 році, їй було 65 років.

## Потік свідомості
У рецензії на «Гострі дахи» (Pointed Roofs) May Sinclair (The Egoist April 1918) вперше застосувала термін «потік свідомості» в своєму обговоренні стилістичних інновацій Дороті Річардсон. Pointed Roofs були першим томом «Pilgrimage», першого повного роману про потік свідомості, опублікованого англійською мовою. Термін вперше використав  Alexander Bain у 1855 році в першому виданні The Senses and the Intellect, але зазвичай приписують William James, який використав його в 1890 році в своїй праці The Principles of Psychology. У листі до книготорговця та видавця Sylvia Beach  у 1934 році Дороті Річардсон коментує, що "«Proust, James Joyce, Virginia Woolf & D.R… усі використовували „новий метод“, хоча й дуже по-різному, але одночасно».
Річардсон ненавиділа цей термін, назвавши його в 1949 році «тут жалюгідно безглузду метафору „The Shroud of Consciousness“, запозичену… May Sinclair у епістемологів, … для опису моєї роботи, і досі, у літ. критиці. висуваючи її марноту».

## Pilgrimage
Miriam Henderson, центральний персонаж роману Pilgrimage, заснованого на власному житті авторки між 1891 і 1915 роками. Дороті Річардсон, однак, бачила Pilgrimage як один роман, для якого кожен з окремих томів був «розділом». Pilgrimage читалося як твір художньої літератури, і «його критики не підозрювали, що його зміст був переформатуванням власного досвіду Дороті Річардсон».

## Феміністична авторка
Дороті Річардсон також є важливою письменницею-феміністкою через те, як у її роботах припускається достовірність і важливість жіночого досвіду як теми для літератури. Вона записує, що, коли почала писати, «намагаючись створити жіночий еквівалент нинішнього чоловічого реалізму», і після того, як відклала «значну масу рукописів», знайшла «свіжий шлях». Її настороженість до мовних умовностей, її відхилення від звичайних правил пунктуації, довжини речень і так далі використовуються для створення жіночої прози, яку Дороті Річардсон вважала необхідною для вираження жіночого досвіду. Virginia Woolf  у 1923 році зазначила, що Річардсон «винайшла, або, якщо вона не винайшла, розробила і застосувала для власного використання, речення, яке ми могли б назвати психологічним реченням жінки». У своїй 1938 році «Foreword» до зібраного видання Pilgrimage Дороті Річардсон відповіла на критику її творів «за те, що вони не мають пунктуації, а отже, нечитабельні», стверджуючи, що «жіноча проза, як показують Charles Dickens and James Joyce, має без пунктуації переходити від пункту до пункту без формальних перешкод».
John Cowper Powys, який писав у 1931 році, бачив дороті Річардсон як «першовідкривачку в абсолютно новому напрямку», оскільки вона створила у своїй героїні Міріам першу жіночу героїню, яка втілює жіночий «пошук сутності людського досвіду». Powys протиставляє Дороті Річардсон іншим жінкам-романісткам, таким як  George Eliot and Virginia Woolf, які, на його думку, зраджують свої найглибші жіночі інстинкти, використовуючи «як засіб дослідження не ці інстинкти, а раціоналістичні методи чоловіків». Так само в 1975 році Sydney Janet Kaplan описує Pilgrimage як «задумане як повстання проти усталеної традиції художньої літератури… Твори Дороті Річардсон знаменують собою революцію в перспективі, перехід від „чоловічого“ до „жіночого“ методу викладу».

## Лондонська новелістка
Після того, як спочатку працювала гувернанткою в Німеччині, а потім в Англії, на початку свого життя Дороті Річардсон "жила на горищі в Bloomsbury… Лондон став її великою пригодою. І хоча Pointed Roofs  дахи зосереджені на досвіді Міріам як гувернантки в Німеччині, більша частина Pilgrimage відбувається в Лондоні «це „пружний“ матеріальний простір, який полегшує громадське життя Міріам. Вулиці, кафе, ресторани та клуби Лондона значною мірою є центром її досліджень, що розширює її знання як про місто, так і про неї саму». John Cowper Powys у своєму дослідженні Дороті Річардсон 1931 року описує її як лондонського William Wordsworth, який замість «таємниця гір і озер» дає нам «таємницю дахів і тротуарів».

## Репутація
У серпні 2015 року Rebecca Bowler написала: «Враховуючи важливість Дороті Річардсон для розвитку англійського роману, подальше нехтування нею є надзвичайним». Кілька перших її романів «були сприйняті із захопленням і збентеженням», але до 1930-х років інтерес до неї знизився, незважаючи на те, що John Cowper Powys захищав її у своєму короткому критичному дослідженні Dorothy M. Richardson (1931). У 1928 році  Conrad Aiken у рецензії на Oberland намагався пояснити, чому вона була такою «на диво маловідомою», і навів такі причини: її «хвилинний запис», який втомлює тих, хто хоче дії; її вибір розуму жінки як центру; і відсутність у її героїні «чарівності». До 1938 року "вона була достатньо незрозумілою для  Ford Madox Ford, щоб оплакувати «дивовижний феномен» її «повного ігнорування світу».
Однак Дороті Річардсон змінила видавця, і Dent & Cresset Press опублікувала нове зібране видання Pilgrimage у 1938 році. Це було перевидано Virago Press «наприкінці 1970-х років, у своїй чудовій, але тимчасовій повторній популяризації Дороті Річардсон». У 1976 році в Америці вийшло чотиритомне видання Popular Library (New York). Тепер науковці знову повертають її роботу, а Рада досліджень мистецтв і гуманітарних наук в Англії підтримує проект наукових видань Дороті Річардсон з метою публікації зібраного видання творів і листів Доротін. Pointed Roofs був перекладений японською мовою в 1934 році, французькою мовою в 1965 році та німецькою мовою в 1993 році. Пізніше були перекладені французькою мовою Backwater, 1992 і Deadlock, 1993.
У травні 2015 року на Воберн-Вок у Блумсбері, де Дороті Річардсон жила у 1905 і 1906 роках, навпроти  W. B. Yeats було відкрито блакитну меморіальну дошку, і The Guardian коментує, що «люди знову починають читати її, знову підтверджуючи її місце в канон експериментальних модерністських прозаїків».

## Роботи
- The Quakers Past and Present, London: Constable, 1914.
- Gleanings from the Works of George Fox, London: Headley Brothers, 1914.
- John Austen and the Inseparables, London: William Jackson, 1930 (about the artist John Austen).
- Journey to Paradise: Short Stories and Autobiographical Sketches, London: Virago, 1989.
- Pilgrimage[en]
- Four-volume collected editions: 1938 (first 12 «chapters»; Dent and Cresset, London, and A.A. Knopf, New York), 1967 (J. M. Dent, London, and A.A. Knopf, New York), 1976 (Popular Library, New York), 1979 (Virago, London)

## Історія публікації «Pilgrimage»
| Publication history of Pilgrimage |                  |                           |      | |
| Vol                               | Title            | London publisher          | Year | Notes |
| 1                                 | Pointed Roofs    | Duckworth                 | 1915 | New York publication by A.A. Knopf was in 1916 |
| 2                                 | Backwater        | Duckworth                 | 1916 | |
| 3                                 | Honeycomb        | Duckworth                 | 1917 | |
| 4                                 | The Tunnel       | Duckworth                 | 1919 | |
| 5                                 | Interim          | Duckworth                 | 1920 | Serialized in 1919 in The Little Review, alongside Ulysses                                                                                                   |
| 6                                 | Deadlock         | Duckworth                 | 1921 | |
| 7                                 | Revolving Lights | Duckworth                 | 1923 | |
| 8                                 | The Trap         | Duckworth                 | 1925 | |
| 9                                 | Oberland         | Duckworth                 | 1927 | |
| 10                                | Dawn's Left Hand | Duckworth                 | 1931 | |
| 11                                | Clear Horizon    | JM Dent and Cresset Press | 1935 | |
| 12                                | Dimple Hill      | JM Dent and Cresset Press | 1938 | First published in volume 4 of the 1938 collected edition |
| 13                                | March Moonlight  | JM Dent                   | 1967 | First published in full in volume 4 of the 1967 collected edition. The first three chapters had appeared as «A Work in Progress» in Life and Letters in 1946 |

## Огляди
- Sinclair, M., «The novels of Dorothy Richardson», The Egoist, April 1918.
- [Woolf, V.], review of The Tunnel, (Times Literary Supplement, 13 Feb 1919); [V. Woolf], review of Revolving Lights, The Nation and the Athenaeum, 19 May 1923); both repr. in V. Woolf, Women and writing, ed. M. Barrett 1979.
- Dorothy Richardson Society Bibliography: Reviews and Obituaries [33]

## Бібліографічні дослідження
- Buchanan, Averill, Journal of Modern Literature, Vol. 24, No. 1, Autumn, 2000, 'Dorothy Miller Richardson: A Bibliography 1900 to 1999', pp. 135—160.

## Біографії і листи
- Fouli, Janet (ed.). The Letters of John Cowper Powys and Dorothy Richardson. London: Cecil Wolf, 2008.
- Fromm, Gloria G. Dorothy Richardson: A Biography. Urbana: University of Illinois Press, 1977.
- Fromm, Gloria G. (ed.). Windows on Modernism: Selected Letters of Dorothy Richardson. Athens, Georgia, U. of Georgia Press, 1995.
- Gregory, Horace. Dorothy Richardson: An Adventure in Self-Discovery. New York: Holt, Rinehart & Winston, 1967.
- Rosenberg, John D. Dorothy Richardson: The Genius They Forgot. A Critical Biography. London: Duckworth; New York: Knopf, 1973.
- Thomson, George H. Dorothy Richardson: A Calendar of the Letters. ELT Press E-Book no.4, University of North Carolina at Greenboro.

## Критичні дослідження
- Blake, Caesar R. Dorothy M. Richardson. Ann Arbor: University of Michigan Press, 1960.
- Bluemel, Kristin. Experimenting on the Borders of Modernism: Dorothy Richardson's 'Pilgrimage' . Athens: University of Georgia Press, 1997.
- Eagleson, Harvey. Pedestal for Statue: 'The Novels of Dorothy M. Richardson. Sewanee, Tenn.: The University Press, 1934.
- Fouli, Janet. Structure and Identity: the Creative Imagination in Dorothy Richardson's Pilgrimage. Faculté des Lettres de la Manouba, Tunis, 1995.
- Gevirtz, Susan. Narrative's Journey: the Fiction and Film Writing of Dorothy Richardson. New York: P. Lang, 1996.
- Hanscombe, Gillian E. The Art of Life: Dorothy Richardson and the Development of Feminist Consciousness. London: Owen, 1982; Athens: Ohio University Press, 1983.
- Powys, John Cowper. Dorothy M. Richardson. London: Joiner & Steele, 1931.
- Radford, Jean. Dorothy Richardson. New York & London: Harvester Wheatsheaf, 1991; Bloomington: Indiana University Press, 1991.
- Staley, Thomas F. Dorothy Richardson. Boston: Twayne, 1976.
- Thomson, George H. Notes on 'Pilgrimage': Dorothy Richardson Annotated. Greensboro, N.C.: ELT Press, 1999.
- Thomson, George H. with Thomson, Dorothy F. The Editions of Dorothy Richardson's Pilgrimage: A Comparison of Texts. Greensboro, N.C.: ELT Press, 2001.
- Tucker, Eva. Pilgrimage: The Enchanted Guest of Spring and Summer: Dorothy Richardson 1873—1954: a Reassessment of Her Life and Work. Penzance: Hypatia Press, 2003.
- Watts, Carol. Dorothy Richardson. Plymouth: Northcote House in association with the British Council, 1995.
- Winning, Joanne. The Pilgrimage of Dorothy Richardson. Madison: University of Wisconsin Press, 2000.

## Роботи Річардсон у співавторстві
- Kaplan, Sydney Janet. Feminine Consciousness in the Modem British Novel. Urbana & London: University of Illinois Press, 1975.
- Linett, Maren Tova. Modernism, Feminism, and Jewishness. New York: Cambridge University Press, 2007.
- Parsons, Deborah. Theorists of the modernist novel: James Joyce, Dorothy Richardson, Virginia Woolf. Abingdon: Routledge, 2007.

## Зовнішні посилання
- Works by Dorothy Richardson in eBook form at Standard Ebooks[en]
- Works by Dorothy Richardson at Project Gutenberg
- Works by Dorothy M. Richardson at Faded Page[en] (Canada)
- Works by or about Dorothy Richardson at the Internet Archive
- Works by Dorothy Richardson at LibriVox (public domain audiobooks)
- Dorothy Richardson Society
- Dorothy Richardson Online Exhibition of Letters
- Calendar of Letters
- Dorothy Richardson Collection. General Collection, Beinecke Rare Book and Manuscript Library.